# Nécrophore
Nicrophorus
Genre
Les nécrophores (genre Nicrophorus) regroupent des insectes dits « nécrophages », c'est-à-dire qui se nourrissent de cadavres. Ils enterrent les carcasses de petits vertébrés comme les oiseaux et les rongeurs, et s'en servent de source de nourriture pour leurs larves.
Ces insectes coléoptères sont de la super-famille des staphylinoïdés, et plus particulièrement de la famille des silphidés. Ils appartiennent au genre Nicrophorus (parfois anciennement Necrophorus).

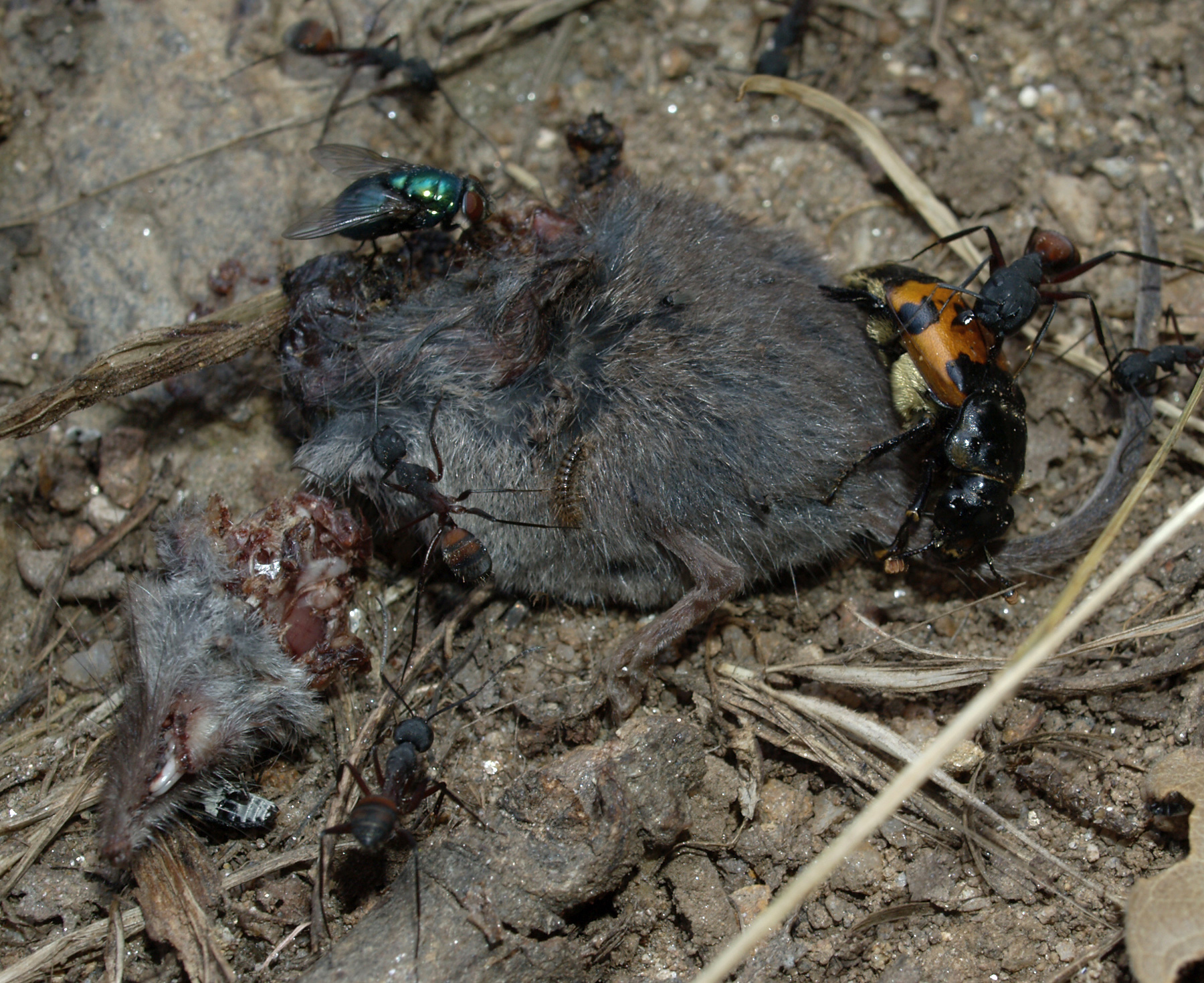
Enterrer le cadavre (ici d'une musaraigne) est un moyen de limiter la concurrence avec les mouches et fourmis nécrophages.

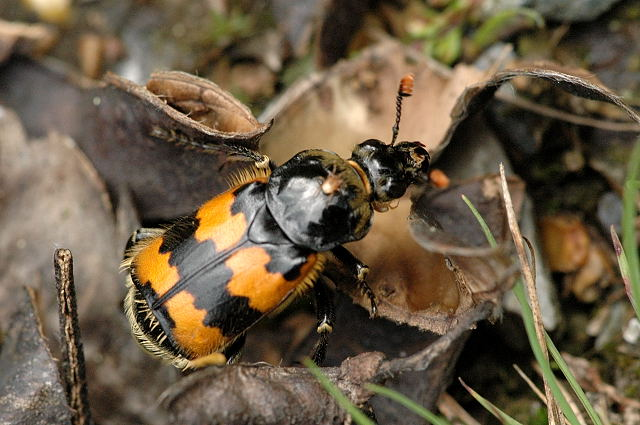
Nicrophorus vespillo

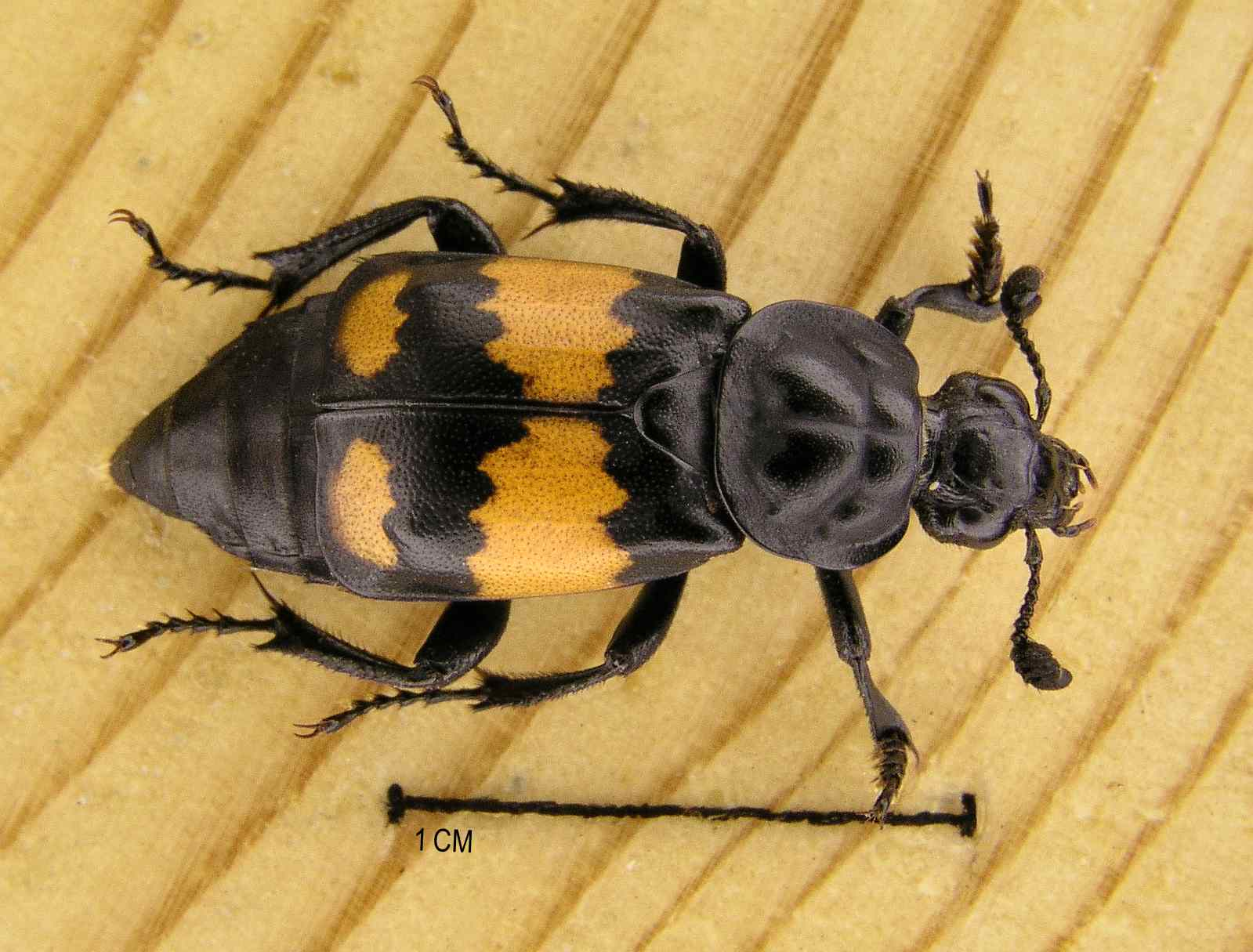
Nicrophorus vespilloides

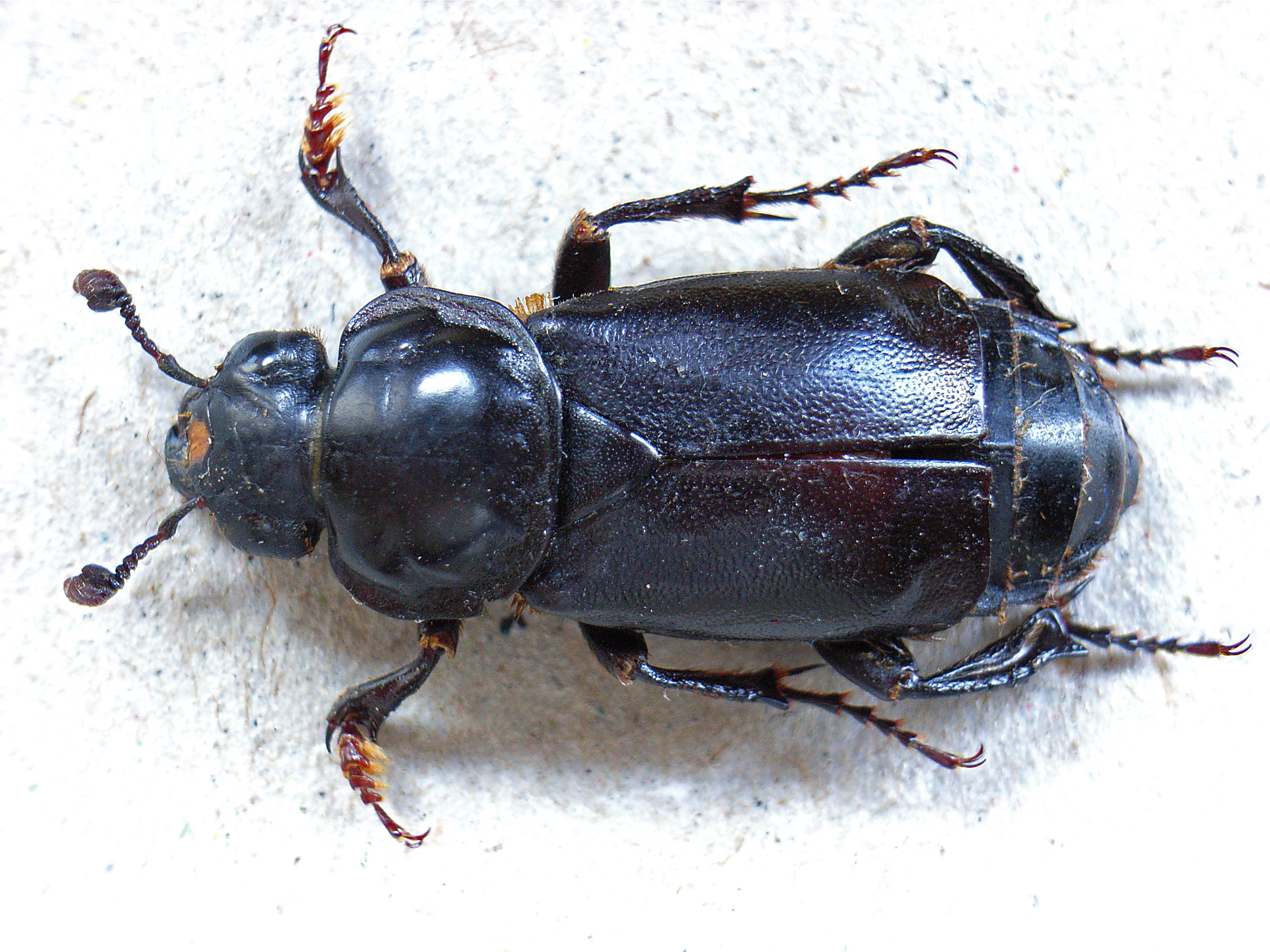
Nicrophorus germanicus

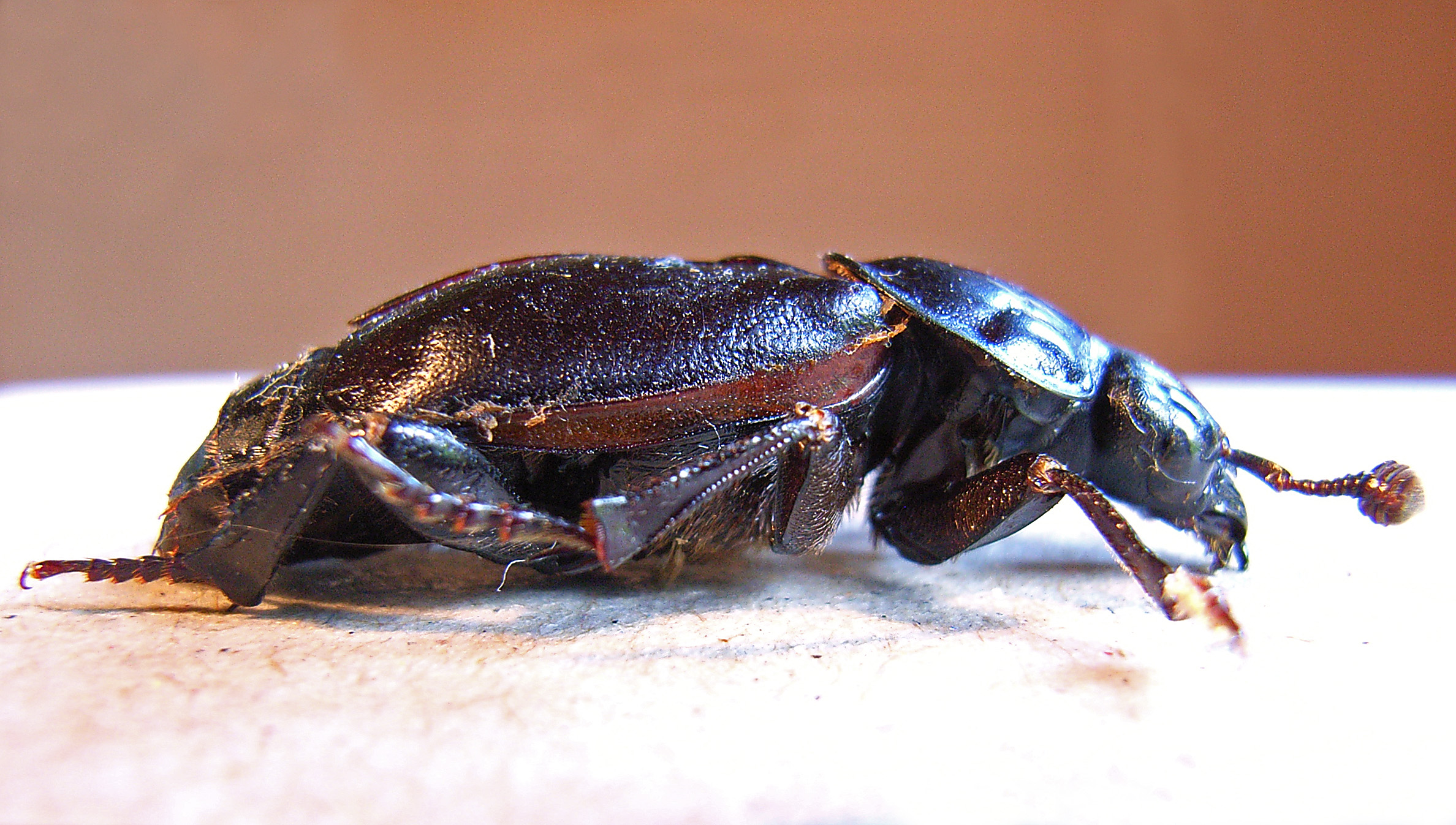
Antennes en massues, tibias adaptés au pelletage

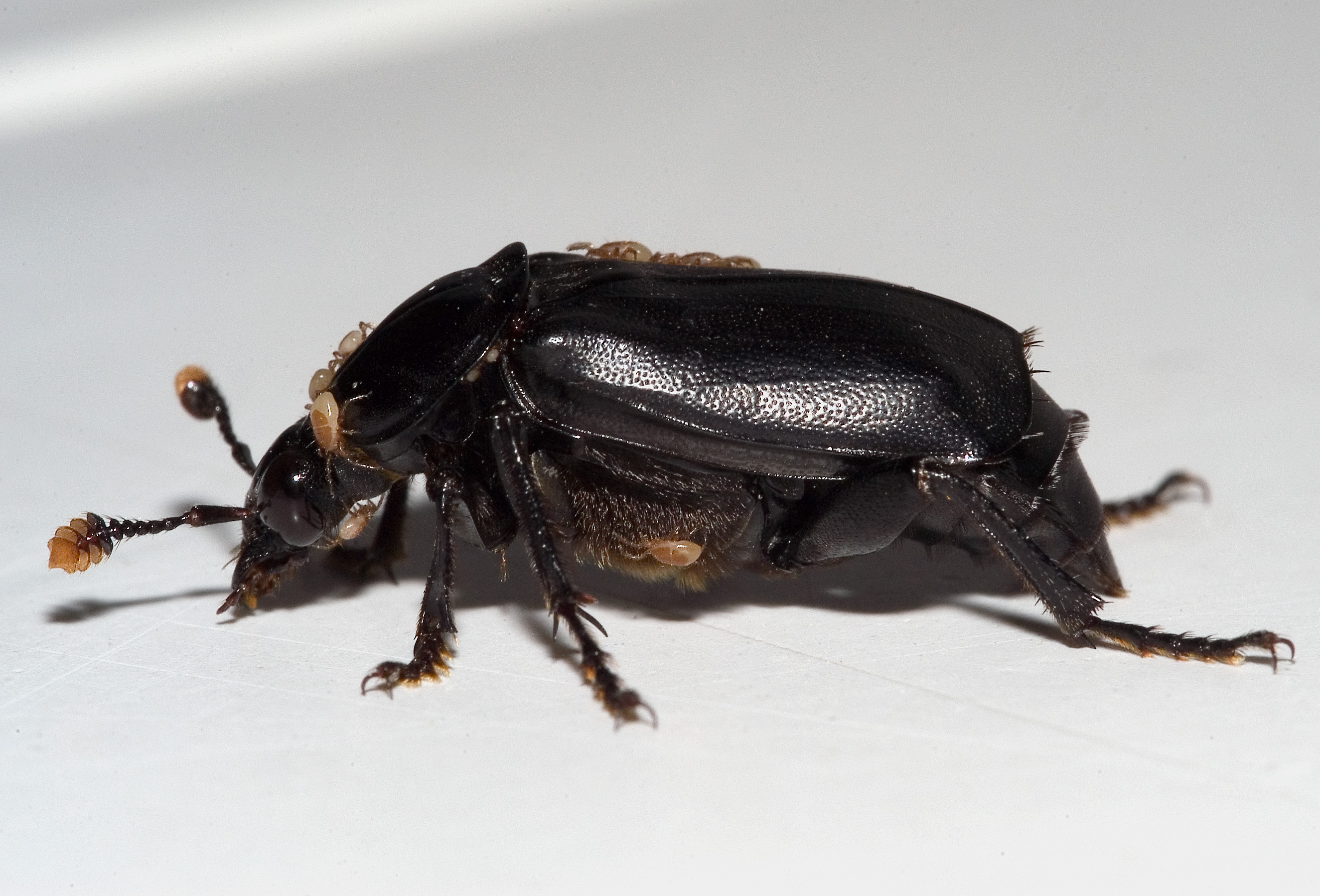
Nicrophorus humator

## Description

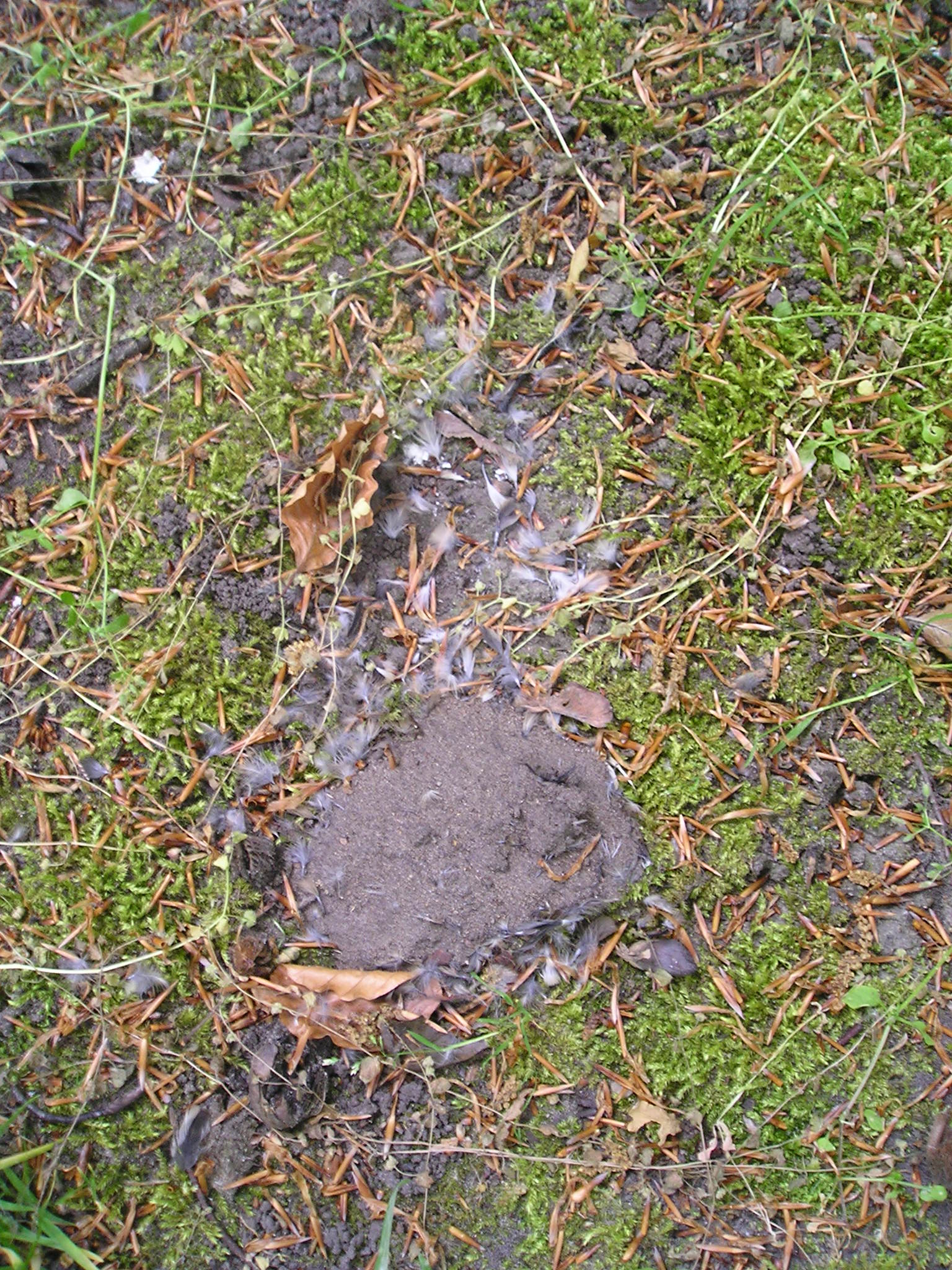
Aspect du sol après enterrement d'un oiseau par des nécrophores

Toutes ces espèces de coléoptères (généralement noirs, ou noirs et orange), de 15 à 25 mm, qu'on peut trouver en grand nombre sous les cadavres (Reptiles ou Mammifères surtout) ont en commun de consommer la nécromasse animale. Leurs larves se nourrissent habituellement sur des cadavres d'animaux terrestres, mais quand l'occasion s'en présente aussi sur des cadavres de poissons ou d'autres organismes aquatiques posés sur le sol), travail qu'ils partagent souvent avec des fourmis et diptères nécrophages et autres dermestes ou acariens et insectes spécialisés dans la consommation des poils ou plumes (mites..).

Bien qu'elles soient relativement facile à piéger si ce n'est à observer, et bien qu'on leur reconnaisse des fonctions écosystémiques essentielles pour les équilibres écologiques ce sont des espèces encore assez peu étudiées dans une grande partie du monde, en zone tropicale notamment.
Il en existe diverses espèces, plus ou moins spécialisées.

## Les larves
Les larves blanches et nues ressemblent à celles des Carabes. Elles sont munies de pattes courtes qui leur donnent une bonne mobilité.

Elles sont aveugles, mais leur odorat les guide vers la nourriture qu'elles consomment facilement et rapidement grâce à leurs puissantes mandibules noires. Les nécrophores enterrent les bêtes mortes pour nourrir leurs larves.

## Écologie, comportement

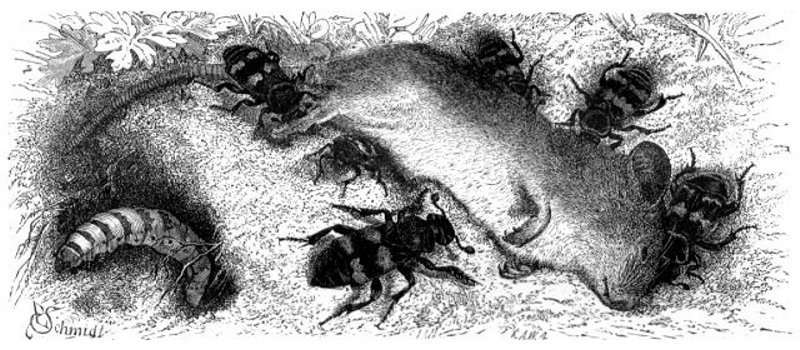
Gravure naturaliste présentant un attroupement de nécrophores autour d'un cadavre de souris, avec le dessin d'une larve

Les nécrophores adultes sont dotés d'un odorat performant qui leur permet de détecter l'odeur d'un cadavre frais, dès les minutes qui suivent la mort.
« Respect à ces assainisseurs » écrivait Jean-Henri Fabre. En effet, comme les vautours et autres animaux nécrophages (stricts ou omnivores comme le sanglier ou l'ours) les insectes nécrophages remplissent donc des fonctions écologiques importantes en participant à l'élimination rapide de milliards de cadavres d'invertébrés, amphibiens, oiseaux, mammifères... Ils jouent un rôle utile de fossoyeur en enterrant et préparant la chair morte comme nourriture pour leur progéniture ; ainsi, à la belle saison, des cadavres (dont la taille atteint celle d'un canard) peuvent être enterrés en quelques heures par des nécrophores qui y pondent leurs œufs ou les pondent à proximité.
Les nécrophores enterrent l'animal (une souris par exemple) en creusant le sol par-dessous le cadavre, et en secouant ce dernier pour qu'il s'enfonce au fur et à mesure que le trou se creuse, et pour faire retomber la terre dessus afin de le cacher. Le nécrophore travaille et découpe alors le cadavre, en en ôtant la fourrure ou les plumes (sauf les rémiges des ailes et les rectrices de la queue, précise Fabre qui note aussi que reptiles et poissons conservent leurs écailles). Certaines espèces forment des boules de viande entourée d'un mucus qui pourrait avoir comme fonction d'en ralentir la décomposition.
À proximité du cadavre, ou sur ce dernier, ils pondront un œuf dont la larve sera guidée vers cette nourriture, suffisante pour assurer tout son cycle larvaire. Les adultes ne mangent pas le cadavre qu'ils laissent à leur progéniture. Fabre note que les mâles dominent dans le groupe qui a enterré le cadavre, mais que plus tard, il ne trouve toujours « qu'un couple dans le caveau mortuaire. Après avoir prêté main-forte, les autres se sont discrètement retirés » (enfouis dans le sol à proximité). Quand le cadavre est "mûr" pour les larves, le couple se sépare et remonte à la surface, pour éventuellement pondre ailleurs ou travailler avec d'autres à enfouir un nouveau cadavre.
Certains nécrophores peuvent produire des sons (stridulations) via un système stridulatoire abdomino-élytral.
Ils peuvent transporter des acariens au cours de leurs déplacements. Il s'agit d'une probable phorésie évoluant vers un quasi-parasitisme dans certains cas (Fabre nous dit : « les Nécrophores, quand s’approche le mois de juin, deviennent odieux à la vue. Une couche de parasites les enveloppe, s’insinue dans les jointures, fait presque écorce continue. L’insecte est difforme sous cette casaque de poux que mon pinceau a de la peine à balayer. Chassée du ventre, la horde contourne le patient, se campe sur le dos, ne veut pas lâcher prise. J’y reconnais le Gamase des coléoptères, l’acarien qui si fréquemment souille l’améthyste ventrale de nos Géotrupes »).
On sait maintenant qu'ils sont parmi les rares insectes dont les deux parents peuvent s'occuper de leurs petits (avec certaines guêpes, termites, abeilles sociales) ainsi chez Nicrophorus sayi, après que ses toutes jeunes larves ont pénétré la boule de viande, jusqu'à 3 fois par heure, leur mère régurgite un liquide nutritif qui les alimente en attendant le stade où elles pourront elles-mêmes consommer la viande. 
Quand une femelle est prête à régurgiter, elle émet une phéromone (le 2-phénoxyéthanol) qui prévient les petits que leur repas est prêt. Les larves qui croissent très vite consomment un cadavre entier de souris (en 5 jours à une semaine), après quoi, elles se transformeront en nymphe dans le sol. 15 jours après, au stade adulte, elles pourront s'envoler à la recherche d'un cadavre et poursuivre le cycle de développement de l'espèce. Si tout le cadavre précédent n'a pas été consommé, la mère aura pu entretemps y pondre d'autres œufs.
Fabre observe ce qu'il croit être des cas de cannibalisme des jeunes envers les adultes (émergence d'adultes auxquels il manque des membres).
D'autres auteurs évoquent des « infanticides » qui pourraient selon eux être destinés à limiter le nombre de larves si le cadavre n'est pas assez grand pour les nourrir toutes.

## Distribution et habitat
14 espèces de coléoptères nécrophages sont répertoriées au Canada et on connait 43 espèces de Silphidae en Europe.
De nombreuses espèces vivent en zone tropicale.
Les nécrophores ont colonisé presque tous les milieux terrestres tempérés où ils sont susceptibles de trouver des cadavres. Quelques espèces sont adaptées aux berges et littoraux, mais on n'en connait aucune vivant dans la mer ou en milieux salés.

## Utilisation
Leurs larves font partie des espèces recherchées par la médecine légale pour dater la mort en cas de découverte de cadavres humains trouvés enterrés.

## Liste d'Espèces
En 2014 le genre Nicrophorus comportait 68 espèces :
- Nicrophorus americanus (Olivier, 1790)
- Nicrophorus antennatus (Reitter, 1884)
- Nicrophorus apo Arnett, 1950
- Nicrophorus argutor Jakovlev, 1890
- Nicrophorus basalis Faldermann, 1835
- Nicrophorus carolinus (Linnaeus, 1771)
- Nicrophorus chilensis Philippi, 1871
- Nicrophorus concolor Kraatz, 1877
- Nicrophorus confusus Portevin, 1924
- Nicrophorus dauricus Motschulsky, 1860
- Nicrophorus defodiens Mannerhelm, 1846
- Nicrophorus didymus Brullé, 1836
- Nicrophorus encaustus Grouvelle, 1885
- Nicrophorus germanicus Fairmaire, 1896
- Nicrophorus guttula (Linnaeus, 1758)
- Nicrophorus heurni Motschulsky, 1845
- Nicrophorus hispaniola Portevin, 1926
- Nicrophorus humator Sikes & Peck, 2000
- Nicrophorus hybridus (Gleditsch, 1767)
- Nicrophorus insularis Grouvelle, 1893
- Nicrophorus interruptus Stephens, 1830
- Nicrophorus investigator Zetterstedt, 1824
- Nicrophorus japonicus Harold, 1877
- Nicrophorus kieticus Mroczowski, 1959
- Nicrophorus lunatus Fischer von Waldheim, 1842
- Nicrophorus maculifrons Kraatz, 1877
- Nicrophorus marginatus Fabricius, 1801
- Nicrophorus mexicanus Matthews, 1888
- Nicrophorus mongolicus Shcheogoleva-Barovskaya, 1933
- Nicrophorus montivagus Lewis, 1887
- Nicrophorus morio Gebler, 1817
- Nicrophorus nepalensis Hope, 1831
- Nicrophorus nigricornsis Faldermann, 1835
- Nicrophorus nigrita Mannerheim, 1843
- Nicrophorus oberthuri Portevin, 1924
- Nicrophorus obscurus Kirby, 1837
- Nicrophorus olidus Matthews, 1888
- Nicrophorus orbicollis Say, 1825
- Nicrophorus pliozaenicus Gersdorf, 1969†
- Nicrophorus podagricus Portevin, 1920
- Nicrophorus przewalskii Semenov-tian-shanski, 1894
- Nicrophorus pustulatus Herschel, 1807
- Nicrophorus quadraticollis Portevin, 1903
- Nicrophorus quadrimaculatus Matthews, 1888
- Nicrophorus quadripunctatus Kraatz, 1877
- Nicrophorus reichardti Kieseritzky, 1930
- Nicrophorus satanas Reitter, 1893
- Nicrophorus sausai Růžička, Háva & Schneider, 2000
- Nicrophorus sayi Castelnau, 1840
- Nicrophorus scrutator Blanchard, 1842
- Nicrophorus semenowi (Reitter, 1887)
- Nicrophorus sepulchralis Heer, 1841
- Nicrophorus sepultor Charpentier, 1825
- Nicrophorus smefarka Háva, Schneider & Růžička
- Nicrophorus tenuipes Lewis, 1887
- Nicrophorus tomentosus Weber, 1801
- Nicrophorus ussuriensis Portevin, 1923
- Nicrophorus validus Portevin, 1920
- Nicrophorus vespillo (Linnaeus, 1758)
- Nicrophorus vespilloides Herbst, 1784
- Nicrophorus vestigator Herschel, 1807
- Nicrophorus chryseus (Mazokhin-Porshnyakov, 1953) - unverified
- Nicrophorus funerarius (Weigel, 1808) - unverified

### Espèces rencontrées en Europe
Selon Fauna Europaea (10 mai 2014)
- Nicrophorus antennatus
- Nicrophorus confusus
- Nicrophorus germanicus
- Nicrophorus humator
- Nicrophorus interruptus
- Nicrophorus investigator
- Nicrophorus morio
- Nicrophorus satanas
- Nicrophorus sepulchralis
- Nicrophorus sepultor
- Nicrophorus vespillo
- Nicrophorus vespilloides
- Nicrophorus vestigator

## Galerie d'images

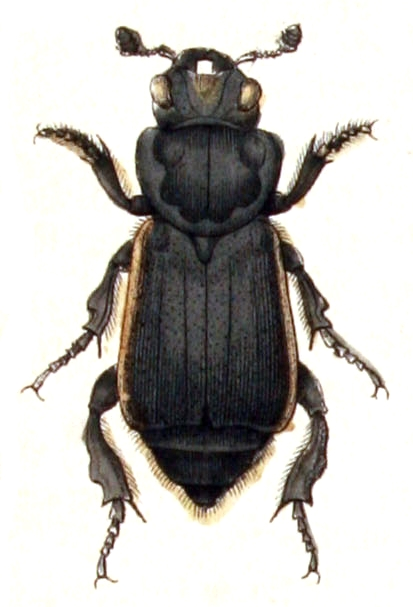
Nicrophorus germanicus
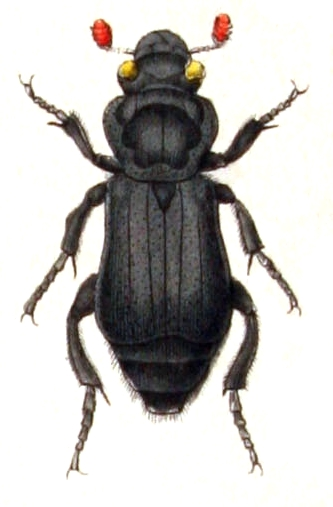
Nicrophorus humator
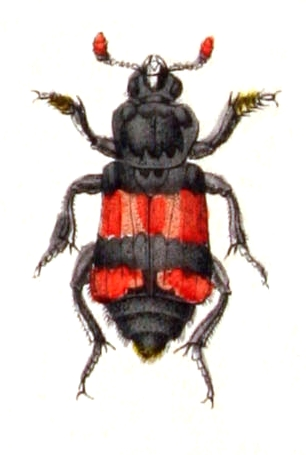
Nicrophorus investigator
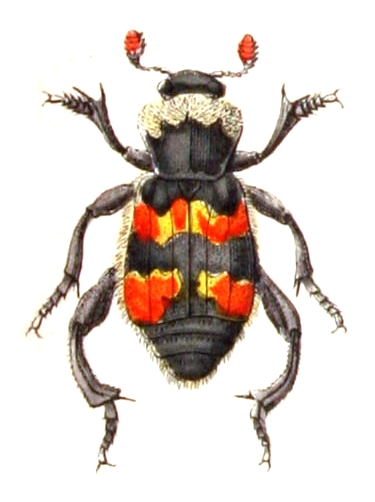
Nicrophorus vespillo
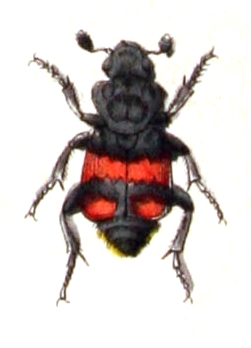
Nicrophorus vespilloides
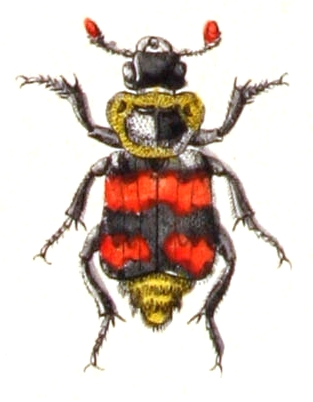
Nicrophorus vestigator

## Confusion possible
Les nécrophores sont parfois confondus avec des Silphes dont par exemple :
- Le Silphe à corselet rouge ou Oiceoptoma thorcacica (ou Oeceoptoma thorcacica), qui consomme des champignons morts ou des cadavres animaux
- Le Silphe des cadavres ou Thanatophilus rugosus.